# Amy Gough
Amy Gough (ur. 24 sierpnia 1977 w Williams Lake) – kanadyjska skeletonistka.

## Kariera
W zawodach Pucharu Świata zadebiutowała 30 listopada 2006 roku w Calgary, zajmując dwudzieste miejsce. Pierwszy raz na podium zawodów tego cyklu stanęła 12 listopada 2009 roku w Park City, zajmując drugie miejsce. Rozdzieliła tam na podium Niemkę Anję Huber oraz Kanadyjkę Mellisę Hollingsworth. W kolejnych startach jeszcze wielokrotnie stawała na podium zawodów pucharowych. Najlepsze wyniki osiągnęła w sezonie 2010/2011, kiedy to zajęła piąte miejsce w klasyfikacji generalnej. W 2011 roku wystartowała na mistrzostwach świata w Königssee, gdzie zajęła siódmą pozycję. Na tej samej imprezie siódme miejsce zajęła także w zawodach drużynowych. W 2010 roku wystąpiła na igrzyskach olimpijskich w Vancouver, gdzie była siódma.